# Jacob Vargas
Pour les articles homonymes, voir Vargas.
Jacob Vargas est un acteur et producteur américain, né le 18 août 1971 à Michoacán (Mexique).

## Biographie
Jacob Vargas est né le 18 août 1971 à Michoacán, Mexique. Il grandit à Pacoima, Los Angeles, Californie. Il étudie au lycée San Fernando. Il est catholique romain.
Il est marié à Sylvia Arzate. Ils ont deux filles, Rose Vargas, née en 2004 et Ava Victoria Vargas, née en 2011.

## Filmographie

### Cinéma

#### Longs métrages
- 1986 : Last Resort de Zane Buzby : Carlos
- 1987 : Ernest et les joyeuses colonies (Ernest Goes to Camp) de John R. Cherry III : Butch 'Bubba' Vargas
- 1987 : Le Proviseur (The Principal) de Christopher Cain : Arturo Diego
- 1988 : Little Nikita de Richard Benjamin : Miguel
- 1989 : Crack House de Michael Fischa : Danny
- 1992 : Sans rémission (American Me) d'Edward James Olmos : Paulito à 15 ans
- 1992 : Une mère, deux filles (Gas Food Lodging) d'Allison Anders : Javier
- 1992 : Judgement de William Sachs : Un jeune homme
- 1993 : Mi vida loca d'Allison Anders : Ernesto
- 1993 : Airborne de Rob S. Bowman : Snake
- 1993 : Fatal Instinct de Carl Reiner : Le livreur de fleurs
- 1993 : Huck and the King of Hearts de Michael Keusch : Pedro
- 1995 : Rêves de famille (My Family) de Gregory Nava : Jose Sanchez
- 1995 : USS Alabama (Crimson Tide) de Tony Scott : Un homme
- 1995 : Get Shorty de Barry Sonnenfeld : Yayo Portillo
- 1997 : Selena de Gregory Nava : Abie Quintanilla
- 1997 : Romy et Michelle : 10 ans après (Romy and Michele's High School Reunion) de David Mirkin : Ramon
- 1997 : Santa Fe d'Andrew Shea : Jesus
- 1998 : The Hi-Lo Country de Stephen Frears : Delfino Mondragon
- 2000 : Next Friday de Steve Carr : Joker
- 2000 : Traffic de Steven Soderbergh : Manolo Sanchez
- 2001 : Docteur Dolittle 2 (Doctor Dolittle 2) de Steve Carr : Pepito (voix)
- 2001 : Come and Take it Day de Jim Mendiola : Miguel
- 2002 : Apparitions (Dragonfly) de Tom Shadyac : Victor
- 2002 : Final Breakdown de Jeffrey W. Byrd : Gonzalez
- 2002 : Road Dogz d'Alfredo Ramos : Danny Pacheco
- 2004 : Le Vol du Phœnix (Flight of the Phoenix) de John Moore : Sammi
- 2005 : Jarhead : La Fin de l'innocence (Jarhead) de Sam Mendes : Cortez
- 2005 : The Wendell Baker Story d'Andrew et Luke Wilson : Reyes
- 2006 : Bobby d'Emilio Estevez : Miguel
- 2006 : The Virgin of Juarez de Kevin James Dobson : Det.Lauro
- 2006 : TV : The Movie de Sam Macaroni : Un policier à Tijuana
- 2007 : La colline a des yeux 2 (The Hills Have Eyes II) de Martin Weisz : Crank Medina
- 2007 : On arrête quand ? (Are We Done Yet ?) de Steve Carr : Mike
- 2007 : Kill Bobby Z (The Death and Life of Bobby Z) de John Herzfeld : Jorge Escobar
- 2008 : Course à la mort (Death Race) de Paul W. S. Anderson : Gunner
- 2008 : Le Prix de la trahison (Love Lies Bleeding) de Keith Samples : Détective Billy Jones
- 2008 : Sleep Dealer d'Alex Rivera : Rudy Ramirez
- 2010 : Devil de John Erick Dowdle : Ramirez
- 2013 : Cesar Chavez : An American Hero de Diego Luna : Richard Chávez
- 2013 : Go for Sisters de John Sayles : Navajas
- 2013 : Water & Power de Richard Montoya : Asuncion Garcia
- 2014 : Et si le ciel existait ? (Heaven Is for Real) de Randall Wallace : Michael
- 2014 : Red Sky de Mario Van Peebles : Jorge 'P-Dawg' Vasquez
- 2015 : Les 33 (The 33) de Patricia Riggen : Edison Peña
- 2016 The Tell-Tale Heart de John La Tier : Adams
- 2016 : Lord of drug (Crossing Point) de Daniel Zirilli : Jesus
- 2017 : Beyond Skyline de Liam O'Donnell : Garcia
- 2018 : Un héros ordinaire (The Public) d'Emilio Estevez : Ernesto
- 2019 : Peel de Rafael Monserrate : Chuck
- 2019 : Princess of the Row de Van Maximilian Carlson : Donald
- 2021 : Plan B de Natalie Morales : Pasteur Pedro
- 2022 : KIMI de Steven Soderbergh : Le voleur de lunettes

#### Courts métrages
- 1993 : Silent Rain de Martin Curland : Dave Alvers
- 1995 : Hotel Oasis de Juan Calvo : Le vendeur de livres
- 2001 : She-Bat d'Emily Weissman : Zer
- 2004 : Memoirs of an Evil Stepmother de Cherien Dabis : Vincent Enano
- 2011 : Machine Gun Justice de Sam Macaroni : J. J. Magnum
- 2012 : El cocodrilo de Steve Acevedo : Eduardo
- 2015 : In Between the Gutter and the Stars de Diana Lesmez : Daniel

### Télévision

#### Séries télévisées
- 1986 : Rick Hunter : Emilio Morales
- 1986 : Le monde merveilleux de Disney (Disneyland) : Le deuxième étudiant
- 1987 : The New Gidget : Enrique
- 1989 : Pas de répit sur planète terre (Hard Time on Planet Earth) : Billy
- 1991 : The New Adam-12 : Collins
- 1991 : Nurses : Luis
- 1992 : La fête à la maison (Full House) : Enrique
- 1995 : Happily Ever After : Fairy Tales for Every Child : Prince Luis
- 1995 : Urgences (ER) : Diablo
- 1995 : JAG : Caporal Cortez
- 1996 : Couleur Pacifique (Malibu Shores) : Benny
- 1996 : Le Caméléon (The Pretender) : Javi Padillo
- 1997 : Clueless : Ricardo
- 2000 - 2002 : Max Steel : Dr Roberto Martinez (voix)
- 2001 : Six Feet Under : Manuel 'Paco' Bolin
- 2002 : The Brothers Garcia : Chuey
- 2002 : Watching Ellie : Miguel
- 2002 : Cool Attitude : Big Alto (voix)
- 2002 - 2003 : Greetings from Tucson : Ernesto Tiant
- 2003 : Le cartel (Kingpin) : Ernesto 'El Huevudo' Romo
- 2004 : Les Experts : Manhattan (CSI : NY) : Luis Torres
- 2006 : Numbers : Victor Borrego
- 2007 - 2008 : Moonlight : Guillermo
- 2009 : Cold Case : Affaires classées (Cold Case) : Angelo Rivera
- 2010 : Burn Notice : Omar Hernandez
- 2010 : Bailey et Stark (The Good Guys) : Tico
- 2010 : Psych : Enquêteur malgré lui (Psych) : Juan Lava
- 2011 : Medium : Eduardo Garcia
- 2011 : Les Experts : Miami (CSI : Miami) : Felix Medina
- 2013 : Mentalist : Chef Rick Anaya
- 2013 - 2014 : Sons of Anarchy : Allesandro Montez
- 2013 - 2014 : Blue : Roy
- 2015 / 2017 : Hand of God : Julio Farkas
- 2016 : Colony : Carlos
- 2016 : Luke Cage : Domingo Colon
- 2017 : Philip K. Dick's Electric Dreams : Mario
- 2017 : Tarantula : Paja (voix)
- 2017 - 2018 : Mosaic : Horacio
- 2019 : La Ligue des justiciers : Nouvelle Génération (Young Justice) : Sebastian Cardona / Cisco Ramon (voix)
- 2019 - 2020 : Mr. Iglesias : Tony Ochoa
- 2019 - 2021 : Mayans M.C. : Allesandro Montez

#### Téléfilms
- 1986 : Les Enfants de la nuit (The Children of Times Square) de Curtis Hanson : Alberto
- 1986 : Itinéraire d'un voyou (Miracle of the Heart : A Boys Town Story) de Georg Stanford Brown : Enrique Mendoza
- 1990 : Le Grand Tremblement de terre de Los Angeles (The Big One : The Great Los Angeles Earthquake) de Larry Elikann : Miguel
- 1991 : Pour que l'on n'oublie jamais  (Never Forget) de Joseph Sargent : Un étudiant
- 1991 : Seeds of Tragedy de Martin Donovan : Un homme
- 1992 : Steel Justice de Christopher Crowe : Arturo Gomez
- 2002 : RFK de Robert Dornhelm : Cesar Chavez

### Producteur
- 2000 : Road Dogz